# The Chainsmokers
The Chainsmokers est un duo américain de disc jockeys et producteurs, composé d'Andrew Taggart et Alex Pall, originaire de New York. En 2014, ils se font connaître grâce à leur chanson #SELFIE (en) en référence à la mode du selfie, qui intègre les tops musicaux de nombreux pays. En 2016, leur chanson Closer en compagnie de Halsey atteint la première place de Billboard Hot 100, de Canadian Hot 100 et d'Official Charts. La même année, ils font une entrée remarquée au classement du magazine DJ Mag, atteignant directement la 18e place. Ils sont invités en 2019, au plus grand spectacle électrique TomorrowLand.
Le duo prévoit un "concert dans l'espace" en 2024. En effet, avec le concours de la société de tourisme spatial World View, The Chainsmokers se produira dans une capsule pressurisée attachée à un ballon stratosphérique à 30 km au-dessus de la Terre.

## Biographie
Andrew Taggart est né en 1989 à Portland, dans le Maine. Alex Pall est né en 1985 à New York. Pall étudie l'art à l'Université de New York, tandis que Taggart étudiait à l'Université de Syracuse. 
En 2012, ils se forment en tant que duo de DJ et résident ensemble à New York, NY. Le duo se forme sous le management d'Adam Alpert à New York. Ils se popularisent en publiant des remixes de chansons composées par des groupes indépendants. En 2012, il collabore avec l'actrice et musicienne indienne Priyanka Chopra Jonas pour le single Erase, qui suit de The Rookie au début de 2013. Ils publient ensuite #SELFIE (en) en téléchargement gratuit en décembre 2013, qui sera par la suite réédité et publié en janvier 2014 par Dim Mak Records. Des semaines plus tard, le duo signe un contrat avec le label 604 Records. Le 5 août 2014, The Chainsmokers font paraître Kanye avec sirenXX, la suite de #Selfie.
Le 3 mars 2015, ils font paraître Let You Go, avec Great Good Fine Ok.
En 2015-2016, ils produisent plusieurs morceaux dont Roses en featuring avec Rozes, Don't Let Me Down avec Daya, mais aussi Closer avec Halsey. Le 29 septembre 2016, le duo sort un nouveau single intitulé All We Know ft. Phoebe Ryan. Le 12 janvier 2017, un nouveau single intitulé Paris est publié sur leur chaine YouTube. Le 22 février, ils sortent Something Just like This avec le groupe de musique pop-rock Coldplay. 
Le 7 avril 2017, The Chainsmokers sortent leur premier album Memories...Do Not Open dont Something Just like This avec Coldplay et Paris sont des extraits. Cet album contient aussi des collaborations avec Jhené Aiko, Florida Georgia Line, Emily Warren et Louane. En janvier 2018, ils débutent un nouvel EP nommé Sick Boy où l'on retrouvera tout d'abord Sick boy puis You owe me, ils sortiront par la suite Everybody hates me. Enfin ils publieront Somebody en featuring avec Drew Love et dernièrement « Side Effects » en featuring avec Emily Warren ainsi que le titre This Feeling dans lequel Kelsea Ballerini prête sa voix.
Le 7 février 2019, ils sortent un single Who Do You Love ? en featuring avec le groupe australien 5 Seconds Of Summer, puis Do You Mean en collaboration avec Ty Dolly $ign et bülow fin avril. Dernièrement, les Chainsmokers ont publié le titre Call You Mine avec Bebe Rexha fin mai, ainsi que le titre Takeaway avec Illenium et Lennon Stella fin juillet dont le clip est sorti sur YouTube le 9 octobre 2019. Le 12 décembre 2019, le duo sort le clip du titre Family qui rend hommage à Rory Kramer.
Avec 46 millions de dollars de revenus, le magazine américain Forbes les place en tête du classement des DJs les mieux rémunérés de 2019.

## Discographie

### EP
- 2015 : Bouquet
- 2016 : Collage
- 2018 :  Sick Boy
- 2021 :  No Hard Feelings (featuring Fridayy, Ink et Elio)

### Singles
- 2012 : Erase (featuring Priyanka Chopra)
- 2013 : The Rookie
- 2014 : #Selfie
- 2015 : Kanye (Featuring SirenXX)
- 2015 : Let You Go (featuring Great Good Fine OK)
- 2015 : Good Intentions (featuring BullySongs)
- 2015 : Roses (featuring Rozes)
- 2015 : Waterbed (featuring Waterbed)
- 2015 : Split (Only U) (reaturing Tiësto)
- 2015 : Until You Were Gone (reaturing Tritonal & Emily Warren)
- 2015 : New York City
- 2016 : Don't Let Me Down (featuring Daya)
- 2016 : Inside Out (featuring Charlee)
- 2016 : Closer (featuring Halsey)
- 2016 : All We Know (featuring Phoebe Ryan)
- 2016 : Setting Fires (featuring XYLO)
- 2017 : Paris

 (juin 2025).
- Something Just like This (Featuring Coldplay) (2017)
- The One (2017)
- Honest (2017)
- Bloodstream (2017)
- Young (2017)
- Sick Boy (2018)
- You Owe Me (2018)
- Everybody Hates Me (2018)
- Somebody (Featuring Drew Love) (2018)
- Side Effects (Featuring Emily Warren) (2018)
- Save Yourself (Featuring NGHTMRE) (2018)
- This Feeling (Featuring Kelsea Ballerini) (2018)
- Beach House (2018)
- Hope (Featuring Winona Oak) (2018)
- Who Do You Love ? (Featuring 5 Seconds Of Summer) (2019)
- Kills You Slowly (2019)
- Do You Mean (Featuring Ty Dolly $ign et büllow) (2019)
- Call You Mine (Featuring Bebe Rexha) (2019)
- Take Away (Featuring Illenium et Lennon Stella) (2019)
- Family (avec Kygo) (2019)
- High (2022)
- IPad (2022)
- Riptide (2022)
- Jungle (Featuring Alok et Mae stephens) (2023)
- Fault in the stars (Featuring Powfu) (2023)
- Addicted (Featuring Ink et ZERB) (2024)
- Friday (Featuring Fridayy) (2024)
- Helium (2025)